# Аргуэльо, Консепсьон
Мари́я Консепсьо́н Аргуэ́льо (исп. María Concepción Argüello) или Кончита (исп. Conchita) (полный вариант её имени пишут как Мария де ла Консепсьон Марселла Аргуэльо); 19 февраля 1791 — 23 декабря 1857) — возлюбленная русского командора Николая Резанова. Героиня рок-оперы «Юнона и Авось».

## Биография
Родилась в семье коменданта крепости Сан-Франциско Хосе Дарио Аргуэльо (1753—1828) и его жены Марии Игнасии Мораги; последняя была племянницей основателя калифорнийского города Сан-Хосе Хосе Хоакина де ла Тринидада Морага (1745—1785). У Марии было шесть сестёр и пять братьев, из которых наиболее известны двое: Луис Антонио Аргуэльо (1784—1830) (бывший в период с 1822 по 1825 года первым коренным губернатором Верхней Калифорнии) и Сантьяго Аргуэльо (1791—1862) (крупный землевладелец, в 1847 году — член законодательного совета военной территории Калифорния).
В отрочестве Мария 6 лет воспитывалась в Париже, а затем вернулась в Новый Свет.

### Встреча с Резановым
В марте 1806 года корабли «Юнона» и «Авось», возглавляемые Резановым, пришвартовались в заливе Сан-Франциско; целью Резанова была закупка продовольствия для поселения Ново-Архангельск в Русской Америке. Испания была союзницей Наполеона, и поэтому отношения с русскими не приветствовались. Но Резанов за шесть недель пребывания совершенно покорил губернатора Верхней Калифорнии Хосе Арильягу и коменданта сан-францисской крепости Хосе Дарио Аргуэльо. В это время он познакомился с пятнадцатилетней Кончитой. Через некоторое время он сделал ей предложение руки и сердца. Ему было 42 года.
Как писал в своём дневнике участник экспедиции Резанова корабельный врач Г. И. Лангсдорф, Кончита отличалась живостью и жизнерадостностью, своими вдохновляющими на любовь сияющими глазами, безупречными зубами, выразительными и приятными чертами, стройностью фигуры и тысячей других прелестей, а также безыскусной, естественной манерой поведения.
Как следует из докладов Резанова, он не выглядел человеком, потерявшим голову от любви. Лангсдорф считал, что в отношениях с Кончитой Резанов исходил также и из определённых дипломатических соображений.
Свидетели событий считали, что и со стороны Кончиты было больше расчёта, чем страсти. Резанов постоянно внушал ей мысль о шикарной жизни в России при императорском дворе. И вскоре она только и мечтала стать женой русского камергера. Родители возили её на исповедь, склоняли к отказу, но решимость её в конце концов всех успокоила. Решение было оставлено за папой Римским (разрешение было необходимо ввиду различия конфессий), но согласились помолвить молодых.
11 июня 1806 года — сразу после обручения — Резанов покинул Калифорнию и отправился в Санкт-Петербург. Он рассчитывал просить ходатайства императора Александра I перед папой римским о согласии на брак. По его расчётам, на это должно было уйти два года. Кончита заверила его, что будет ждать.
По дороге Резанов заболел воспалением лёгких. 1 марта 1807 года, во время третьего приступа болезни, он упал с лошади и умер в Красноярске.

### Ожидание
Кончита не ждала Резанова, как сказано в рок-опере, 35 лет. Она чуть больше года ходила каждое утро на мыс, садилась на камни и смотрела на океан (сейчас на этом месте опора калифорнийского моста «Золотые ворота»).
Через год, в 1808 году, в письме брату Кончиты, дону Луису Аргуэльо, главный правитель Русской Америки Александр Баранов сообщил о смерти Резанова и освободил Кончиту от данного ею обещания. Но Кончита свободой не воспользовалась.

### Зрелые годы
До 1829 года (38 лет) её судьба связана с судьбой родителей. Вместе с ними она переехала из Сан-Франциско в Санта-Барбару, оттуда в Лорето, из Лорето — в Гвадалахару и затем возвратилась в Санта-Барбару.
Всю свою жизнь донна Консепсьон посвятила благотворительности и обучению индейцев. В Новой Калифорнии её называли La Beata (Благословенная).
В начале 1840-х годов донна Консепсьон вступила в Третий Орден Доминиканцев. После основания в 1851 году монастыря Св. Доминика она приняла монашество под именем Мария Доминга. Вместе с монастырем она переехала в город Монтерей, где и встретила свою смерть 23 декабря 1857 года, пережив Резанова на 50 лет.
Её тело было захоронено на кладбище монастыря, а после его закрытия в 1897 году перенесено на специальное кладбище Ордена Святого Доминика в Бенише.
Консепсьон оказалась не только внешне прекрасной, своевольной и страстной женщиной. Она оказалась сильной духом, способной вынести всё с гордо поднятой головой и без жалоб и компромиссов прийти к своему горькому концу.
Так написал о первой красавице Калифорнии американский писатель Гектор Шевиньи в романе «The Lost Empire. The Life and Adventures of Nikolai Petrovich Rezanov».

## Память
В 1872 году американский поэт Брет Гарт описал историю Консепсьон и Резанова в стихотворении «Concepcion de Arguello (Presidio de San Fransisco, 1800)».
В 2000 году в Красноярске на могиле Резанова поставили памятник — белый крест, на одной стороне которого написано: «Камергер Николай Петрович Резанов. 1764—1807. Я тебя никогда не увижу», а на другой — «Мария де ла Консепсьон Марцела Аргуэлло. 1791—1857. Я тебя никогда не забуду». Шериф Монтерея развеял над могилой горсть земли с могилы Кончиты, а затем взял немного земли с могилы Резанова, которую позже развеял на могиле Кончиты.